# 别孕烷醇酮
别孕烷醇酮（英語：allopregnanolone，ALLO，也名为3α,5α-孕烷醇酮）是一种作用于大脑的神经甾体，可用于治疗产后抑郁症。